# João Pessoa
João Pessoa  è la capitale e la città più grande dello stato brasiliano del Paraíba. Fa parte della mesoregione della Zona da Mata Paraibana e della microregione di João Pessoa. Sorge presso Punta di Seixas, il punto più orientale delle Americhe. Fu fondata nel 1585, dato che la rende la terza città più antica del Paese e anche l'ultima ad essere stata fondata nel XVI secolo.
Nel territorio comunale si trova il punto più orientale di tutto il Brasile, nonché di tutte le Americhe, la Punta di Seixas.

## Geografia
João Pessoa è situata presso il punto più orientale di tutto il Brasile, la Punta di Seixas. Il suo centro si estende lungo la sponda destra del fiume Paraíba, a pochi km a monte dalla sua foce.

## Storia
La città fu fondata il 5 agosto 1585, durante la celebrazione del patto di pace tra i portoghesi, rappresentati da João Tavares, e gli indigeni, rappresentati da Piragibe, capo dei tabajara, sulle rive del fiume Paraíba. Nella zona però si erano insediati anche dei coloni francesi che si erano alleati con la tribù indigena dei pitaguary. Grazie all'alleanza con i tabajara (rivali dei pitaguary), i portoghesi, guidati da Frutuoso Barbosa, riuscirono finalmente a scacciare i francesi e a conquistare il Paraíba. Dopo la conquista, costruirono i forti di São Tiago e São Felipe. Successivamente fecero arrivare muratori, carpentieri, ingegneri e altri per costruire la città di Filipéia de Nossa Senhora das Neves, così chiamata in onore della santa del giorno in cui fu fondata. In seguito alla fondazione del nuovo insediamento, i portoghesi si recarono a Baía da Traição per espellere il resto dei francesi rimasti nel Paraíba. 
Nossa Senhora das Neves fu la terza città ad essere fondata in Brasile. Le sue prime strutture si trovavano sulle rive del fiume Sanhauá, un affluente del fiume Paraíba, oggi conosciuto come Porto do Varadouro. Nel 1588, la città fu ribattezzata "Filipea di Nostra Signora delle Nevi", in onore del re Filippo II, che all'epoca sedeva sui troni di Spagna e Portogallo.
Nel 1634, desiderosi di mettere le mani sulla redditizia industria saccarifera locale, gli olandesi la invasero e la ribattezzarono Fredrikstad, in onore del principe d'Orange, Federico Enrico d'Orange. Fredrikstad era una delle due città principali della Nuova Olanda. La dominazione olandese portò alla città un periodo di grande prosperità, grazie all'installazione di mulini sulla costa che permisero una migliore produzione dello zucchero. D'altro canto però, questo tipo di impostazione economica richiese la pratica della monocoltura che si sviluppò in estensioni crescenti di terreno, i latifondi. Dopo il declino della Nuova Olanda e con la partenza degli olandesi, la città fu nuovamente riconquistata dai portoghesi e ribattezzata il nome di "Parahyba do Norte" nel 1654.
La città fu ribattezzata João Pessoa nel 1930 in onore a João Pessoa Cavalcanti de Albuquerque, politico dello Stato di Paraíba assassinato quello stesso anno.

## Monumenti e luoghi d'interesse
- Cattedrale Basilica di Nostra Signora delle Nevi
- Chiesa e convento di Nostra Signora del Carmine
- Monastero di San Benedetto
- Chiesa di Nostra Signora della Grazia
- Chiesa di San Pietro Gonzalez
- Centro Culturale San Francesco, situato all'interno della chiesa di San Francesco (costruita tra il 1589 ed il 1788) e del convento di Sant'Antonio.

## Cultura

### Istruzione

#### Università
La città è sede dell'Università Federale di Paraíba, fondata nel 1955.

## Infrastrutture e trasporti

### Strade
A João Pessoa inizia il suo percorso la Strada Trans-Amazzonica, lunga oltre 4200 km che unisce la costa dell'Oceano Atlantico con l'Amazzonia.

### Aeroporti
La città è servita dall'Aeroporto Internazionale di João Pessoa, situato nel limitrofo comune di Santa Rita.

## Sport
Le principali società calcistiche cittadine sono l'Auto Esporte e il Botafogo. Il principale impianto sportivo di João Pessoa è lo stadio José Américo de Almeida Filho.